# 데빈 조지

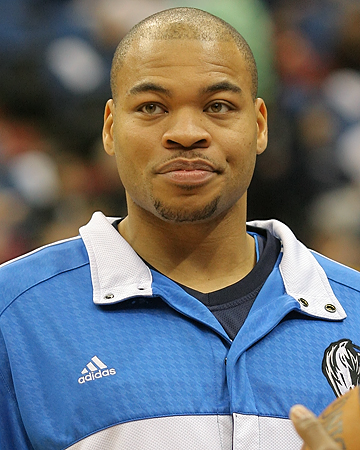
2008년 2월 모습

데빈 조지(Devean George, 본명: Devean Jamar George, 1977년 8월 29일 ~ )는 전미 농구 협회(NBA)에서 11시즌을 주로 백업 스몰 포워드로 활약한 미국의 전직 프로 농구 선수이다. 로스앤젤레스 레이커스에서 근무하는 동안 세 번의 NBA 챔피언십에서 우승했다. 농구 경력을 마친 후 조지는 자신의 고향인 미네소타주에서 부동산 개발자가 되었다.

## 어린 시절
데빈 조지는 1977년 8월 29일 미네소타주 미니애폴리스에서 태어났다. 베닐데-세인트의 고등학교에 다녔다. 미네소타주 세인트 루이스 파크에 있는 마가렛 학교에서 그는 농구를 했다.

## 대학 경력
조지는 아우크스부르크 칼리지에 다녔고, 조지는 2년 연속(1997-98 및 1998-99) 미네소타 대학 간 체육 대회에서 가장 가치 있는 선수로 선정되었으며, 770점을 획득하고 평균 27.5득점을 기록하여 아우크스부르크를 24-4로 이끌며 4학년생으로서 학교 기록을 세웠다. 2년 연속 NCAA 디비전 III 토너먼트 기록을 달성했다.
조지는 미니애폴리스의 니어노스에서 자랐다.

## 프로 경력
- 로스앤젤레스 레이커스(1999~2006)
- 댈러스 매버릭스 (2006-2009)
- 골든스테이트 워리어스(2009~2010)